# 桃花潭镇
桃花潭镇，是中华人民共和国安徽省宣城市泾县下辖的一个镇。
李白的诗《赠汪伦》即创作于此。

## 行政区划
桃花潭镇下辖以下地区：
龙潭村、桃花潭村、桃花渡村、新民村、水口村、连虹村、包村村、清溪村、苏岭村、合溪村、大和村、鸿娥村、厚岸村、观阳村、乌石村、前岸村、宝峰村、南冲村、查济村和菥荻村。

## 国家湿地公园
- 太平湖国家湿地公园

## 中国传统村落
2012年，查济村被评为首批“中国传统村落”。